# Heemstede
Heemstede (prononcé en néerlandais : [ˈɦeːmsteːdə] ) est un village et une commune néerlandaise située en province de Hollande-Septentrionale. Lors du recensement de 2019, elle compte 27 278 habitants. Heemstede est bordée au nord-est par Haarlem, au sud-est par Haarlemmermeer et au sud-ouest par Bloemendaal. La gare de Heemstede, située sur la ligne d'Amsterdam à Rotterdam, dessert la commune.

## Histoire
Au même titre que Haarlem, Spaarndam et Velsen, Heemstede est située sur une dune. Les premières traces d'occupation sont découvertes du côté intérieur ou sud-est du mur de sable. Ces traces appartiennent à la culture préhistorique de Flardingue (3500-2500 av. J.-C.) qui, en dehors de certaines activités agricoles, consiste principalement en chasse et pêche. Les trouvailles concernent des éclats de poterie en forme de main, des pointes de flèche en silex, ainsi que des grattoirs.
Le nom de Heemstede apparaît déjà autour de l'an 1000 et signifie peut-être « lieu de résidence » (Groenedijk, 2000) et sinon « lieu de résidence d'un certain Emece » (Groesbeek, 1972). La région, qui porte à cette époque le nom de Heemstede, est assez insignifiante. Le premier seigneur de Heemstede (titre obtenu par achat) est Reinier van Holy, ou Reinier van Holijde. Entre 1284 et 1300, il fait construire le château de Heemstede qui permet de surveiller la Spaarne. Le château fort, qui est détruit et reconstruit à plusieurs reprises vers 1400, est finalement démoli par Jan Dolleman en 1810. Il ne reste qu'une maison du XVIIe siècle, Duivenpoort et le « Pons Pacis », ou pont de la Paix, construits après le traité de Münster (1648).
Au cours du XIVe siècle, un village est fondé à proximité du château de Heemsteede, qui prend notamment de l' ampleur grâce à la construction d'une chapelle dédiée à la Vierge (1347) et d'un monastère bernardin (1458). Jusqu'en 1653, le village de Bennebroek dépend de la seigneurie de Heemstede. En 1857, la municipalité de Berkenrode est annexée par Heemstede. En 1927, la municipalité de Haarlem annexe la partie nord de Heemstede, y compris une grande partie du Haarlemmerhout. La population passe alors de 17 071 à 11 562 habitants.

## Galerie

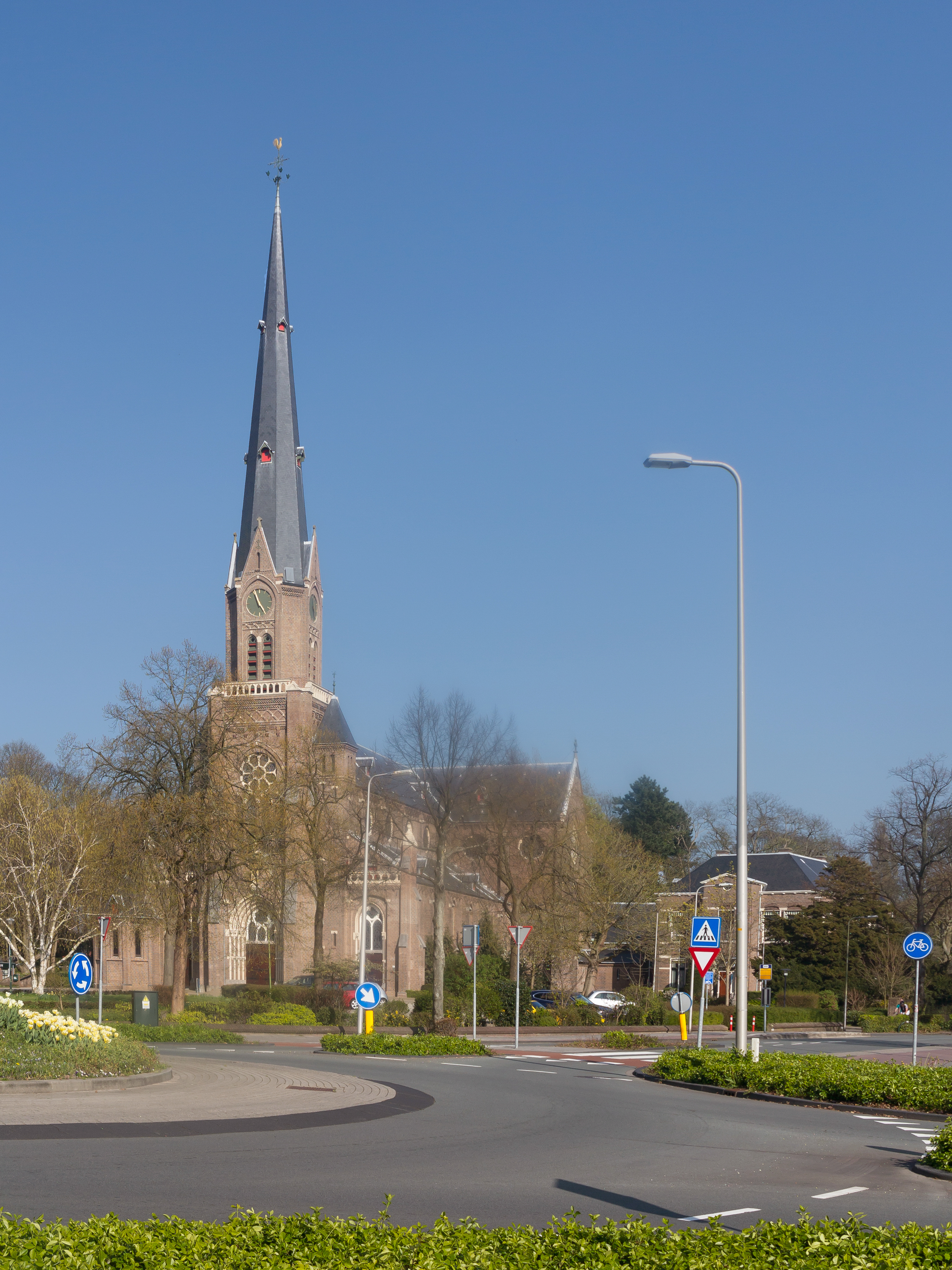
Église Saint-Bavon
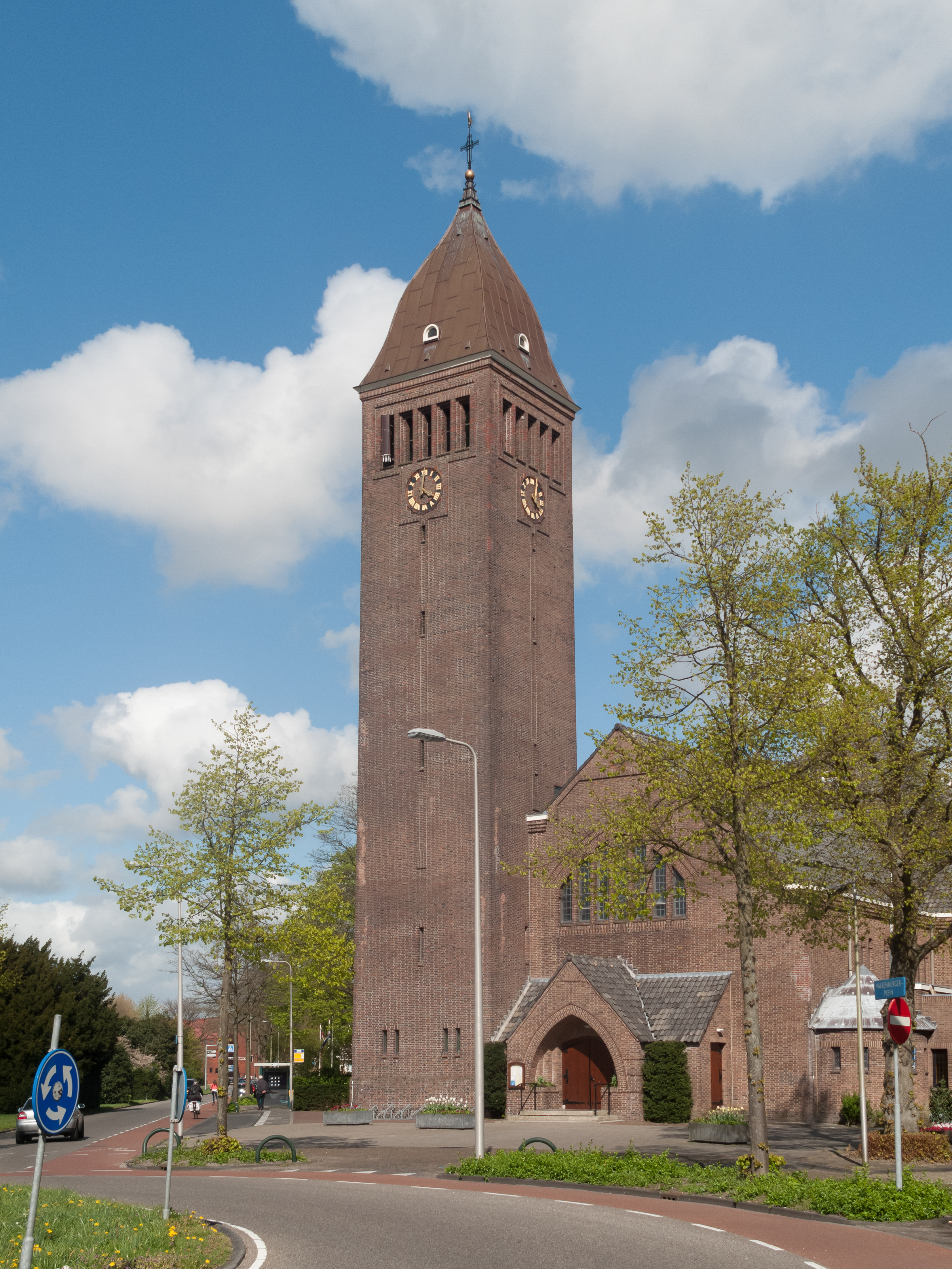
Église Notre-Dame-de-l'Assomption.
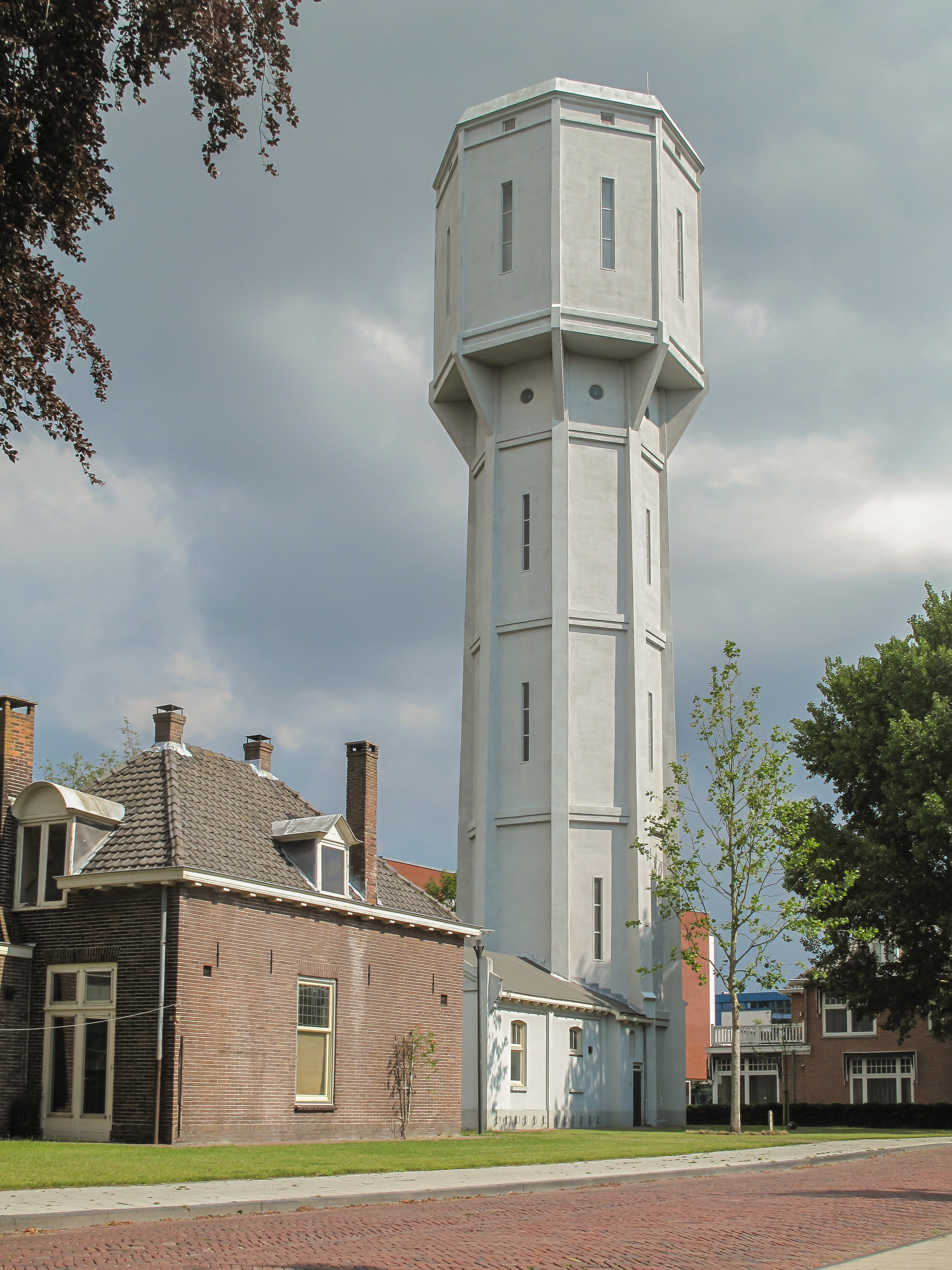
Château d'eau.
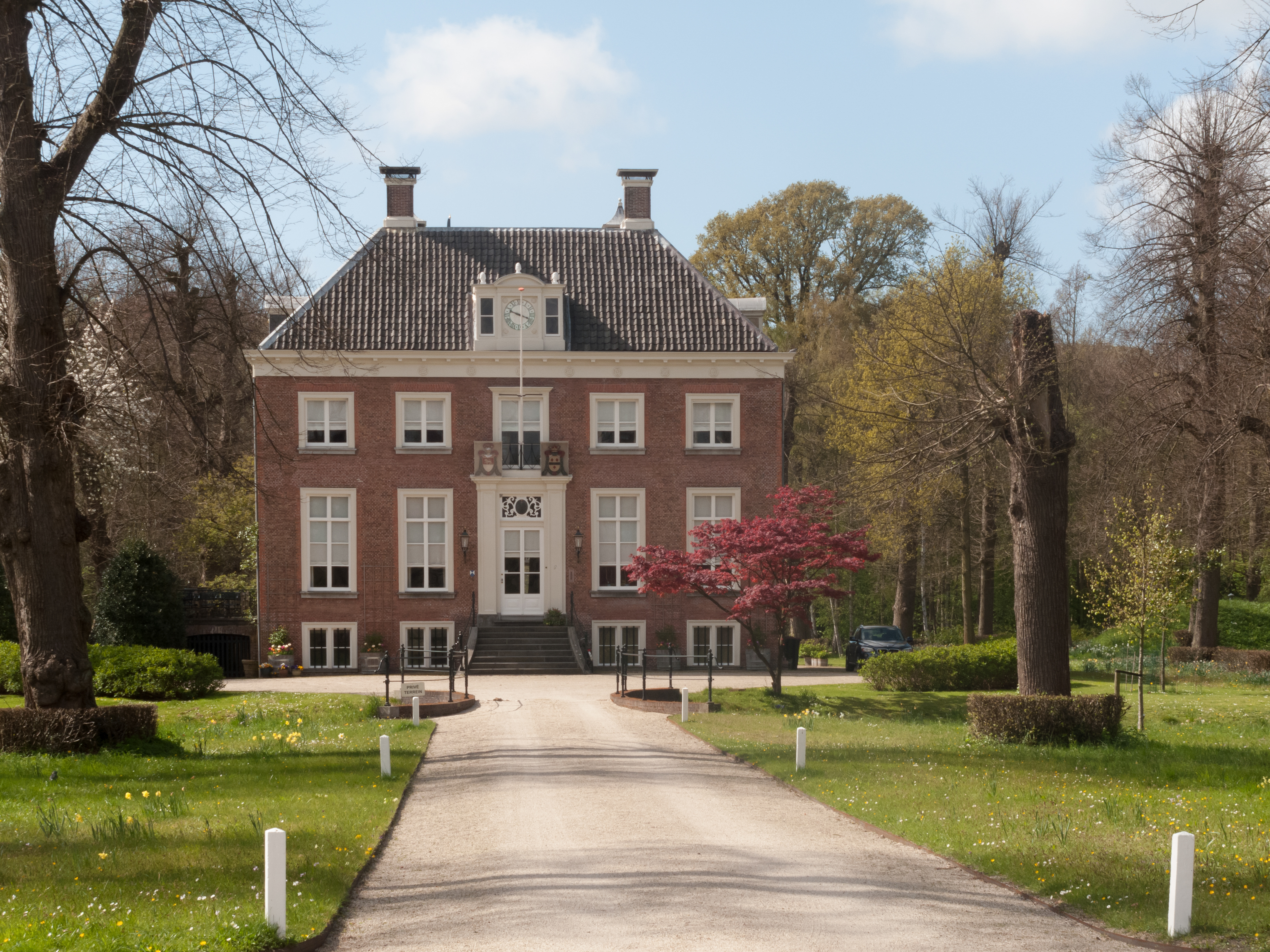
Huys te Manpad.
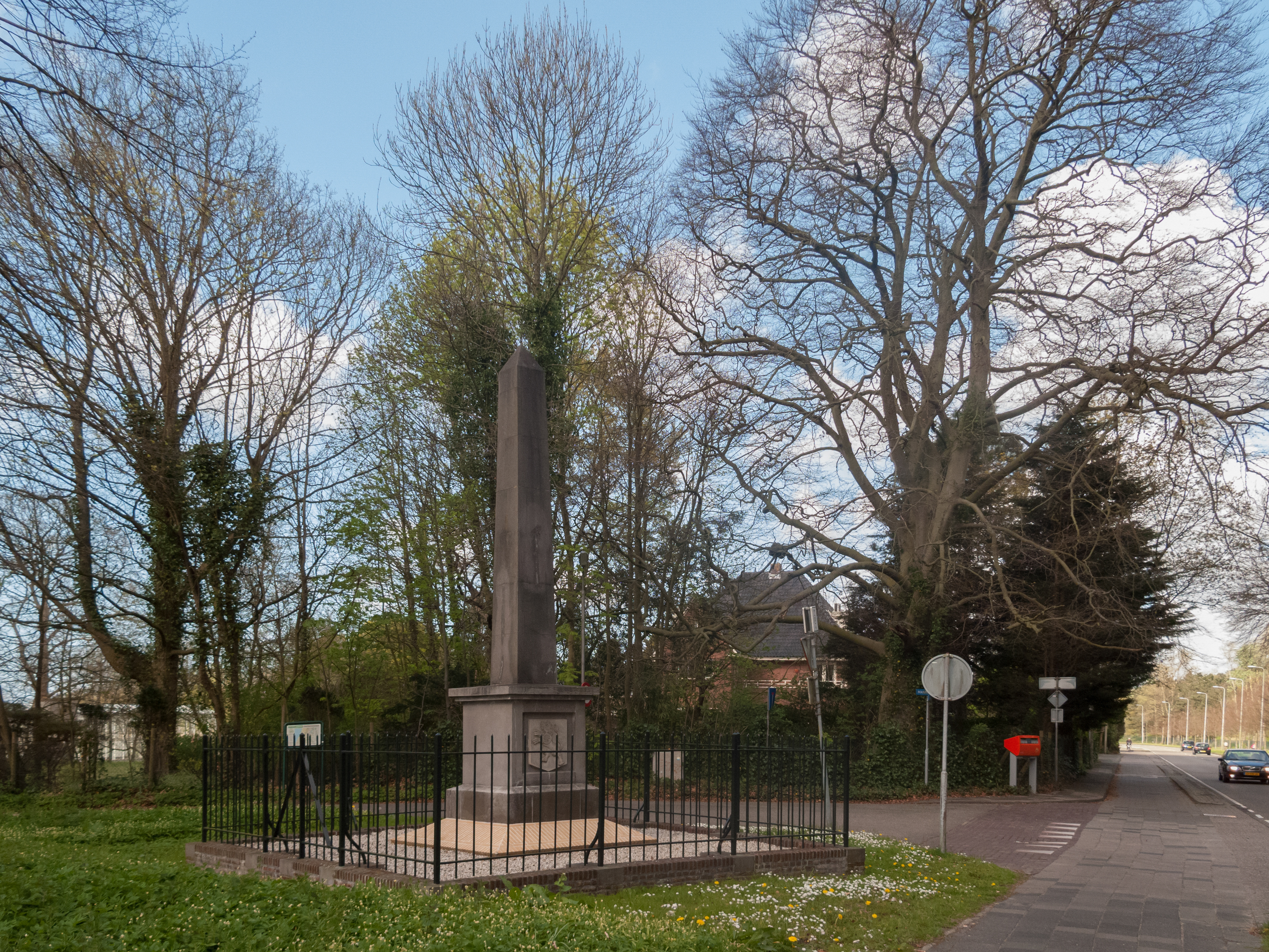
Mémorial près de la Herenweg-Manpadslaan.

## Personnalités liées à la commune
- Thierry Baudet (1986), homme politique
- Jan Knappert (1927-2005), linguiste
- Peer Mascini (1941-2019), acteur
- Ilse Ott (1982), actrice
- Johan Neeskens (1951-2024), footballeur international néerlandais